# Saul Bass
Saul Bass (8. maj 1920 i Bronx, New York – 25. april 1996 i Los Angeles, Californien) var en amerikansk grafisk designer og filmskaber, som først og fremmest er kendt for sine grafiske titelsekvenser til en lang række film samt logo designet for store amerikanske virksomheder og organisationer (deriblandt AT&T, Continental Airlines og Minolta).
Saul Bass blev født i New York-bydelen Bronx som søn af jødiske indvandrere fra Østeuropa. Han tog studentereksamen fra James Monroe High School i Bronx og fortsatte med deltids studier på Art Students League på Manhattan (1936-1939) og senere fulgte han aftenundervisning på Brooklyn College (1944-1946). Han arbejdede sideløbende med sine studier for annoncebureauet Blaine Thompson Company samt som selvstændig grafisk designer indtil han i 1946 indledte sin karriere i Hollywood. I 1954 indledte han et samarbejde med Otto Preminger og havde i denne forbindelse designopgaver i forbindelse med filmen Carmen Jones, hvor han bl.a. udformede filmplakaten og skabte titelsekvensen. I 1955 grundlagde han virksomheden "Saul Bass & Associates".
Saul Bass er først og fremmest kendt for at have designet titelsekvenser og filmplakater til film som bl.a. Otto Premingers The Man with the Golden Arm, Alfred Hitchcocks En kvinde skygges, Menneskejagt og Psycho samt West Side Story og Martin Scorseses Goodfellas og Casino. Hans arbejde har inspireret flere senere designere og skabere af titelsekvenser, blandt andet skaberne af titelsekvensen til filmen Mad Men. I 1964 medvirkede han som kunstner i den tredje samtidskunstudstilling documenta i Kassel.
Han var også filmskaber og vandt en Oscar for kortfilmsdokumentaren Why Man Creates (1968). Derudover lavede han også en langfilm, Phase IV (1974). I 1978 blev han optaget i New York Art Directors Hall of Fame og i 1988 modtog han Lifetime Achievement Award af Art Directors Club i Los Angeles.
Derudover designede Bass en lang række virksomhedslogoer. For AT&T skabte han både det tidlige logo fra 1969 samt efterfølgeren fra 1983. Han skabte logoer for flyselskaber (Continental Airlines og United Airlines), ungdomsorganisationer (YWCA, Girl Scouts of the USA, Boys & Girls Clubs of America), medikoncerner som Geffen Records og Warner Communications (1974) og fødevarevirksomheder (den amerikanske fastfoodkæde Wienerschnitzel). Mange af de logoer som Bass skabte anvendes stadig, mens andre senere er blevet modificeret eller erstattet af andre logoer.